# Jean de Popincourt
Cet article possède un paronyme, voir Dancourt-Popincourt.
Jean de Popincourt, ou Popaincourt, est le nom porté par des membres d'une famille de magistrats parisiens du XVe siècle du parlement de Paris

## Biographie
- Jean Ier de Popincourt est premier président du Parlement de Paris entre 1400 et 1403. Il a construit un manoir le long d'une rue à laquelle il a donné son nom : la rue Popincourt. Sa fille unique Blanche[1] épouse Thibault de Mézeray, général des finances, puis Simon Morhier, prévôt de Paris.

- Jean II de Popincourt, son fils, seigneur de Sarcelles et de Liancourt. En 1458, il est substitut du procureur général du parlement de Paris d'après un arrêt rendu le 26 juillet de cette année-là. Pendant la révolte de la Ligue du Bien public il est chargé de la garde de la porte Saint-Denis. Il est envoyé en ambassade en Angleterre en 1466 avec l'amiral de France et l'évêque de Langres. Dans une lettre datée du 10 juillet 1469, il est qualifié de président de la chambre des comptes de Paris qui le charge de faire publier les lettres donnant la Guyenne en apanage à Charles de France. En 1471, il est reçu troisième président du parlement de Paris. En 1475, il instruit le procès du comte de Saint-Pol.
Il s'est marié avec Jeanne Le Bègue, fille de Jean Le Bègue et de Catherine Paillard, dont il a eu une fille, Claudine de Popincourt, mariée en 1463 à Jean du Plessis. De ce mariage est né Guillaume du Plessis. Ils sont représentés dans le Livre d'heures de Jean de Popincourt et de Catherine Le Bègue, dont les miniatures sont attribuées au Maître de Hoo.
Il est mort le 25 mai 1480 et a été enterré au milieu du chœur de l'église Sainte-Croix de la Bretonnerie, rue Sainte-Croix-de-la-Bretonnerie, où on pouvait lire l'épitaphe de sa tombe :

"Ci gist noble homme et saige maistre Jehan de Poupaincourt, en son vivant seigneur de Sarcelles et Lyancourt, conseiller du roy nostre sire et president en sa court de parlement, lequel trespassa le XXVe jour de may M CCCC LXXX".
Aussy gist noble damoyselle Catherine Le Begue, femme dudict de Poupaincourt, laquelle trespassa le IVe jour d'octobre M CCCC IC
Cy gist noble homme Jehan du Plessis, en son vivant seigneur D'Onchamps, de Savonnieres et de la Prugne, conseiller et maistre d'hostel ordinaire des roys Louis XI et Charles VIII, lequel trespassa Le XXVe jour de may M CCCC XCIV
Cy gist noble damoiselle Claude de Poupaincourt, dame de Sarcelles et de Lyancourt, femme dudict Jehan du Plessis, laquelle trespassa le XXVe jour de novembre M D X. - Priez Dieu Pour Eulx.

## Blason
D'azur, à la croix engrêlée d'or.